# Wenezuela na Mistrzostwach Świata w Lekkoatletyce 2009
Wenezuela na Mistrzostwach Świata w Lekkoatletyce 2009, reprezentowana była przez 2 zawodników – 1 mężczyznę i 1 kobietę.

## Zawodnicy

### Bieg na 800 m mężczyzn
- Eduard Villanueva – 41. miejsce w kwalifikacjach (1:48.61 min.)

### Rzut młotem kobiet
- Rosa Rodríguez – 30. miejsce w kwalifikacjach (65.88 m)